# Umineko no Naku Koro ni
Umineko no Naku Koro ni (うみねこのなく頃に tạm dịch: Khi loài mòng biển cất tiếng kêu) viết tắt là Umineko, là một dōjin soft visual novel giết người bí ẩn do nhóm 07th Expansion phát triển và sản xuất. Tác phẩm đầu tiên của dòng game này, Legend of the Golden Witch, ra mắt lần đầu tiên trong sự kiện Comiket 72 diễn ra vào ngày 17 tháng 8 năm 2007 dành cho hệ máy tính cá nhân (PC), và được bán hết chỉ trong vòng 30 phút. Cốt truyện tập trung vào một nhóm 18 người trên một hòn đảo hẻo lánh trong vòng hai ngày, và những vụ án mạng bí ẩn đã xảy đến với hầu hết mọi người trong nhóm. Mục tiêu của tác phẩm là cố gắng tìm ra được hung thủ cho dù đó là người hay thế lực siêu nhiên. Umineko là tác phẩm thứ ba trong dòng When They Cry, hai trò chơi trước đó là Higurashi no Naku Koro ni và Higurashi no Naku Koro ni Kai, tác phẩm kế tiếp là Umineko no Naku Koro ni Chiru.
Square Enix, Ichijinsha, Kadokawa Shoten và ASCII Media Works đã xuất bản một lượng lớn manga chuyển thể từ Umineko. Tác phẩm cũng được sản xuất thành một bộ anime dài 26 tập do hãng Studio Deen thực hiện và phát sóng tại Nhật Bản từ tháng 7 đến tháng 12 năm 2009 trên kênh UHF Stations. Nhiều bộ tiểu thuyết của Ryukishi07 đã được Kodansha Box phát hành. Một game đối kháng dựa trên sản phẩm có tên là Ougon Musou Kyoku đã được 07th Expansion cho ra mắt vào ngày 31 tháng 12 năm 2010. Nghĩa của từ Umineko là một loài chim mòng biển được biết đến với tên mòng biển đuôi đen (Larus crassirostris). Naku nghĩa là "kêu" hay "gây ra tiếng động" (鳴く), ám chỉ âm thanh không phải do con người tạo ra khi viết bằng kanji; tuy nhiên không có ký tự kanji nào xuất hiện trong biểu trưng của sê-ri. Theo cha đẻ của tác phẩm là Ryukishi07, màu đỏ máu của từ Na (な) là điểm nhấn chính trong tựa đề.

## Tổng quan

### Cách chơi
Umineko no Naku Koro ni là trò chơi giết người bí ẩn hàng loạt được 07th Expansion mô tả là một "sound novel". Một sound novel cũng tương tự như visual novel, mặc dù lối chơi không yêu cầu game thủ phải tương tác, họ chỉ cần đọc những dòng chữ tượng trưng cho cuộc đối thoại giữa hai hay nhiều nhân vật trong toàn bộ cuộc chơi. Trong khi visual novel có thiết lập cơ bản là dựa vào hình ảnh, như tên gọi ("visual" là hình ảnh hay thị giác), sự thành công của sound novel lại dựa vào bầu không khí của từng hoàn cảnh nhờ sự trợ giúp của âm nhạc, hiệu ứng âm thanh và chính cốt truyện. Như vậy, bản gốc của Umineko mang một phong cách nghệ thuật hiển thị đơn giản, và vẫn nhất quán trong tất cả các bản phát hành của sê-ri. Phiên bản ban đầu cũng không lông tiềng cho các nhân vật.
Trong quá trình chơi, chế độ hướng dẫn có thể truy cập qua menu của game. Những hướng dẫn này có thể giúp người chơi biết những thông tin quan trọng về nhân vật và những chuyện có thể có ích cho việc giải ra bí ẩn. Các hướng dẫn được cập nhật xuyên suốt quá trình chơi, do đó đôi lúc nên kiểm tra phần hướng dẫn. Mục tiêu cuối cùng của trò là tìm ra sự thật đằng sau vụ thảm sát hàng loạt, tìm ra vị trí giấu vàng, tìm ra một giải pháp cứu sống mọi người, và kết thúc vụ án bằng việc tìm ra ai là sát nhân thực sự trong mỗi chương và án mạng là do con người hay do hiện tượng siêu nhiên. Một chức năng "red truth"-"sự thật màu đỏ" bắt đầu từ phần Turn of the Golden Witch sẽ thông báo một việc bằng chữ đỏ là có thật, cung cấp cho người đọc các giả thiết cũng như phá hủy chúng. Trái ngược là "blue truth"-"sự thật màu xanh" từ phần Alliance of the Golden Witch trở đi, sử dụng để nói sự việc đã xảy ra và có khả năng trở thành thật nếu không bị chối bỏ bằng "sự thật đỏ". Ngoài ra còn có "golden truth"-"sự thật vàng" được giới thiệu vào phần End of the Golden Witch. "Golden truth" chỉ được dùng bởi người quản lý, và dựa trên cách nó được sử dụng mà nó sẽ có vai trò cao hơn hay thấp hơn "red truth". Cuối cùng là "purple declaration"-"tuyên bố màu tím" được giới thiệu vào phần Twilight of the Golden Witch, được sử dụng để đưa ra nghi vấn về một bí ẩn nào đó và có vai trò ngang với "red truth", trừ việc chỉ có thủ phạm là được phép dùng nó để nói dối.
Khi kết thúc một tập, một đoạn đối thoại nhỏ tên là "Tiệc trả" được mở ra, trong đó có các yếu tố quyết định đẩy nhanh tiến trình câu chuyện. Khi kết thúc cảnh đó, một tập khác tên là "????" cũng được mở ra để xúc tiến quá trình. Sau khi tất cả các cảnh được hoàn thiện, phần Music Box được mở trên menu chính cho phép người chơi nghe tất cả các bản nhạc được chơi xuyên suốt game.

### Thiết lập

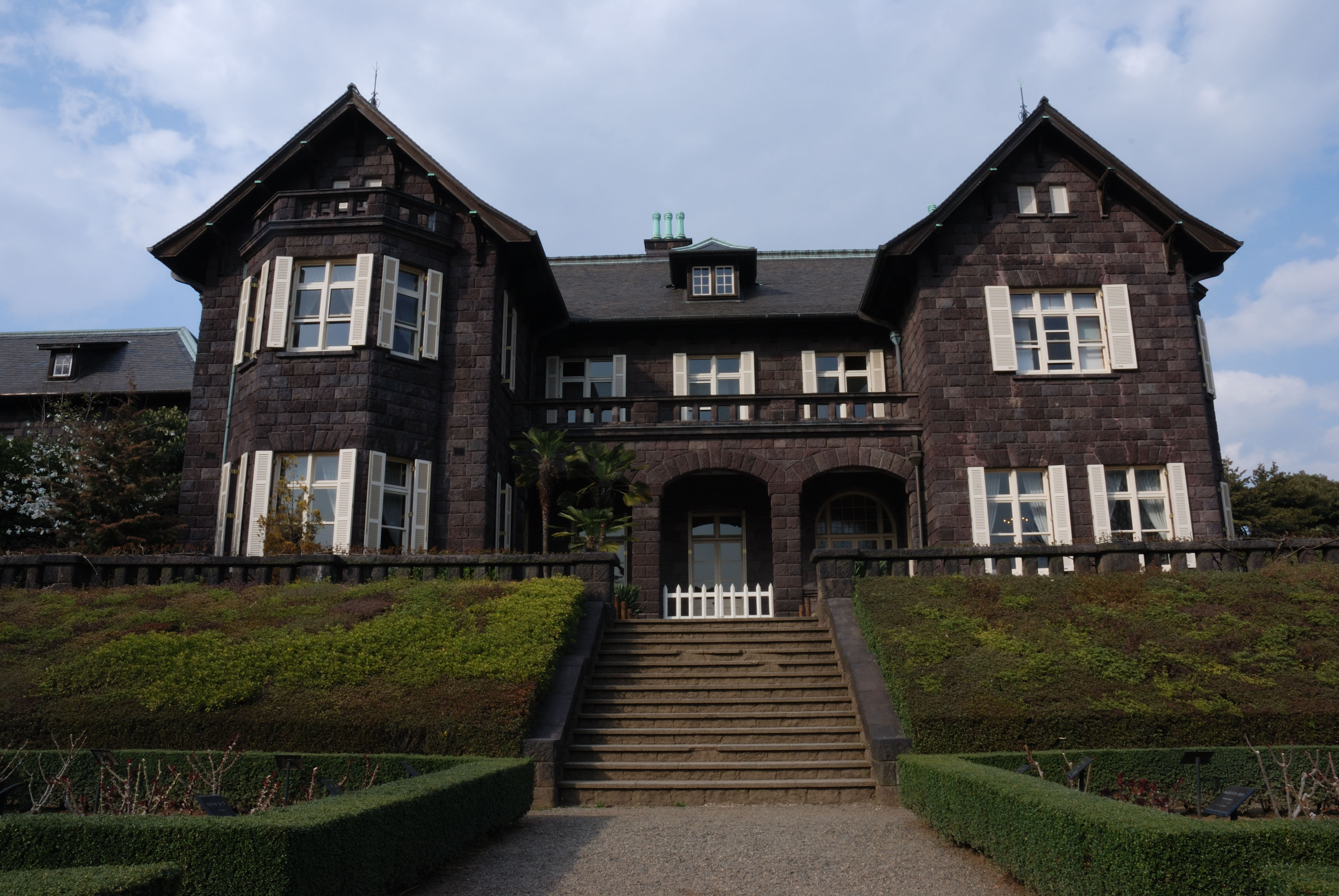
Biệt thự ở vườn Kyū Furukawa tại Kita, Tokyo, hình tượng của biệt thự Rokkenjima.

Sự kiện trong Umineko no Naku Koro ni diễn ra vào năm 1986 trong thời kì tháng 10 trên một hòn đảo tên Rokkenjima (六軒島) 10 km sở hữu bởi Kinzo, trưởng gia nhà Ushiromiya. Kinzo đã vào tuổi gần qua đời, và tám người con của gia đình ra đảo để tổ chức cuộc họp thường niên, nhưng thực sự là để quyết định quyền thừa kế sau khi Kinzo qua đời. Trên đảo có 3 thành viên của gia đình, 5 người hầu của Kinzo và bác sĩ riêng của ông sinh sống. Sau khi cả tám người lên đảo, một cơn bão cắt đứt mọi kết nối với đất liền và không lâu sau đó, một loạt các sự kiện kì lạ xảy ra và bắt đầu có người tử vong.
Nhân vật chính của truyện là Battler Ushiromiya, con trai của Rudolf. Battler đã không tham gia buối họp thường niên của nhà Ushiromiya trong 6 năm vì phải sống bên nhà ông bà ngoại từ khi mẹ cậu - Asumu qua đời và lấy họ của mẹ thay vì họ Ushiromiya. Khi ông bà ngoại qua đời, cậu quay về sống với cha cùng vợ kế của ông - Kyrie và con gái họ - Ange - em cùng cha khác mẹ với cậu. Trên đảo, Battler được nghe kể lại về lời nguyện mụ phù thủy vàng Beatrice, người sống trong khu rừng đảo Rokkenjima. Bức chân dung của bà nằm trong đại sảnh biệt thự Ushiromiya và có một câu đố được khắc dưới bức tranh. Đồn rằng Beatrice hồi xưa đã đưa cho Kinzo 10 tấn vàng để khôi phục lại gia đình Ushiromiya sau vụ động đất 1923. Người nào giải được câu đố sẽ được nhận lại số vàng và thừa kế ngôi vị trường gia nhà Ushiromiya.
Khi cơn bão tới, trò chơi bắt đầu bằng cái chết của 6 người trên đảo. Nếu câu đố không được giải, mọi người sẽ bắt đầu chết một cách bí ẩn theo như trong câu đố cho tới khi phù thủy vàng Beatrice hồi sinh. Sau sự kiện này, Battler là người duy nhất không tin vào phù thủy hay phép thuật, và do đó, cánh cửa dẫn đến "vùng đất vàng" (được nhắc tới trong câu đố) không thể được mở ra. Beatrice đưa Battler tới một thế giới song song, nơi có thể bao quát toàn bộ các sự kiện trên Rokkenjima. Từ lúc này trở đi, Battler và Beatrice bắt đầu một trò chơi trong đó Battler giải thích mọi sự việc trên Rokkenjima dưới góc nhìn của con người và khoa học, còn Beatrice sẽ giải thích mọi việc theo góc nhìn của phép thuật. Mô-típ thường dùng là án mạng trong phòng kín và có các giải thích lô-gíc được đưa ra trong đó có minh chứng quỷ, nghịch lý con quạ, và Con mèo của Schrödinger. Nếu Beatrice ép được Battler phải bỏ cuộc và công nhận phù thủy và phép thuật có tồn tại.

## Phát triển
Umineko no Naku Koro ni là dòng visual novel thứ hai do 07th Expansion phát hành, dòng đầu tiên là Higurashi no Naku Koro ni. Cốt truyện được viết bởi Ryukishi07 cũng là người đã vẽ toàn bộ các nhân vật. Phần đạo diễn được giao cho em trai của Ryukishi07 là Yatazakura và việc quản lý tổng thể của dòng này được giao cho BT cho đến khi anh ta mất vào tháng 7 năm 2009. Việc xử lý hình ảnh và văn bản được đứng đầu bởi Jika, người đã thay vị trí của BT trong việc quản lý tổng thể. Các ảnh chụp và hình ảnh nền được cung cấp bởi Yatazakura, Zekozakura, Mali., và All Season Kisetsu no Irodori. Tác phẩm này sử dụng game engine NScripter. Âm nhạc của Umineko đã được cung cấp bởi rất nhiều người viết nhạc từ chuyên nghiệp cho đến không chuyên như các dōjin, và Dai người sáng tác hầu hết các bản nhạc trong Higurashi no Naku Koro ni Kai cũng đã giúp một tay vào dự án với vai trò là đạo diễn âm nhạc.

### Lịch phát hành
Tác phẩm đầu tiên trong dòng visual novel Umineko no Naku Koro ni có tựa đề Legend of the Golden Witch đã được phát hành lần đầu tiên vào ngày 17 tháng 8 năm 2007 tại sự kiện Comiket 72. Tác phẩm thứ hai có tựa đề Turn of the Golden Witch đã được phát hành vào ngày 31 tháng 12 năm 2007 tại sự kiện Comiket 73. Tác phẩm thứ ba có tựa đề Banquet of the Golden Witch đã được phát hành vào ngày 16 tháng 8 năm 2008 tại sự kiện Comiket 74. Tác phẩm thứ tư có tựa đề Alliance of the Golden Witch đã được phát hành vào ngày 29 tháng 12 năm 2008 tại sự kiện Comiket 75. Tác phẩm đầu tiên trong dòng Umineko no Naku Koro ni Chiru có tựa đề End of the Golden Witch đã được phát hành lần đầu tiên tại sự kiện Comiket 76 vào ngày 15 tháng 8 năm 2009. Tác phẩm thứ sáu có tựa đề Dawn of the Golden Witch đã được phát hành vào ngày 30 tháng 12 năm 2009 tại sự kiện Comiket 77. Tác phẩm thứ bảy có tựa đề Requiem of the Golden Witch đã được phát hành vào ngày 14 tháng 8 năm 2010 tại sự kiện Comiket 78. Tác phẩm thứ tám có tựa đề Twilight of the Golden Witch đã được phát hành vào ngày 31 tháng 12 năm 2010 tại sự kiện Comiket 79. Một fan disc mang tựa đề Umineko no Naku Koro ni Tsubasa đã được phát hành cùng ngày với Twilight.
Công ty Taito đã phát hành phiên bản dành cho diện thoại di động của Legend of the Golden Witch vào ngày 31 tháng 3 năm 2009. Phiên bản cho hệ điện thoại FOMA 900 và i703 sử dụng BREW làm môi trường để chạy runtime system.
Phiên bản cho hệ PlayStation 3 có tên Umineko no Naku Koro ni: Majo to Suiri no Rondo(うみねこのなく頃に ～魔女と推理の輪舞曲～) được phát hành bởi Alchemist phát hành vào ngày 16 tháng 12 năm 2010. Có các tính năng là hiển thị hình ảnh theo chuẩn HD, tập tất cả các bản nhạc của các tác phẩm trên hệ PC và tất cả các nhân vật đều được lồng tiếng bởi các diễn viên lồng tiếng đã tham gia thực hiện amine. Tác phẩm này có cốt truyện tập hợp từ các bản Legend of the Golden Witch cho đến Alliance of the Golden Witch. Ngoài ra một game đối kháng 2D được thực hiện bởi 07th Expansion có tựa đề Ougon Musou Kyoku (黄金夢想曲) đã được phát hành vào ngày 31 tháng 12 năm 2010 trong sư kiện Comiket 79.

## Truyền thông

### Manga
Loạt manga có tên Legend of the Golden Witch được vẽ bởi Natsumi Kei bắt đầu đăng trên tạp chí truyện tranh dành cho shōnen Gangan Powered của Square Enix từ tháng 1 năm 2008 sau đó chuyển sang Gangan Joker vào tháng 5 năm 2009 và tiếp tục cho đến khi kết thúc vào tháng 9 năm 2009 sau khi Gangan Powered ngừng phát hành. Loạt manga có tên Turn of the Golden Witch được vẽ bởi Suzuki Jirō bắt đầu đang trên tạp chí GFantasy của Square Enix từ tháng 8 năm 2008. Loạt manga mang tên Banquet of the Golden Witch được vẽ bởi Natsumi Kei đã đăng trên Gangan Joker từ tháng 10 năm 2009. Loạt manga Alliance of the Golden Witch được vẽ bởi Sōichirō bắt đầu được đang trên tạp chí truyện tranh trực tuyến Gangan Online của Square Enix từ ngày 01 tháng 10 năm 2009. Tập tankōbon đầu tiên của Legend of the Golden Witch đã được phát hành bởi nhà xuất bản Gangan Comics của Square Enix. Một loạt manga có phong cách 4 hình một trang / mẫu truyện có tựa đề Umineko Biyori: Rokkenjima e Yōkoso!! (うみねこびより。～六軒島へようこそ!!～) được vẽ bởi Fugetsu Makoto đã đăng trên tạp chí Manga Palette Lite của Ichijinsha từ ngày 01 tháng 3 năm 2008 đến ngày 02 tháng 3 năm 2009. Tập tankōbon duy nhất của Umineko Biyori đã phát hành vào ngày 22 tháng 6 năm 2009.
Loạt manga có tên Umineko Dōri no Peru-san (うみねこ通りのペルさん) được vẽ bởi Shinkyo Satoshi đã đăng trên tạp chí Comp Ace của Kadokawa Shoten từ tháng 11 năm 2008 đến tháng 5 năm 2009. Loạt manga khác có chủ đề giao thoa (cross-over) giữa các loạt manga khác nhau được vẽ bởi Hiiro Yuki có cả các nhân vật trong Higurashi no Naku Koro ni có tựa đề Umineko no Naku Koro ni EpisodeX Rokkenjima of Higurashi crying đã đăng trên tạp chí Dengeki G's Festival! Comic của ASCII Media Works từ ngày 26 tháng 1 năm 2009. Tập tankōbon đầu tiên của EpisodeX đã phát hành vào ngày 26 tháng 2 năm 2010 với nhãn hiệu của nhà xuất bản Dengeki Comics của ASCII Media Works.

### Drama CD
Frontier Works đã tiến hành phát hành các drama CD cho Umineko với đĩa đầu tiên có tên Ōgon no Kakeratachi (黄金のカケラたち) phát hành vào ngày 24 tháng 6 năm 2009. Đĩa thứ hai mang tên Ōgon Chō no Miru Yume wa (黄金蝶の見る夢は) phát hành tiếp đó vào ngày 23 tháng 7 năm 2009. Với đội ngũ người tham gia thực hiện là những người đã tham gia lồng tiếng cho bộ anime.

### Tiểu thuyết
Kodansha Box cũng đã phát hành các cuốn tiểu thuyết sử dụng phong các cốt truyện xoay vòng theo các hướng khác nhau (tức sau khi kết thúc một mẫu truyện thì mẫu truyện tiếp theo sẽ trở lại điểm xuất phát của mẫu truyện trước đó nhưng sẽ đi theo hướng khác chứ không tiếp theo cốt truyện). Nó chia ra làm hai bộ tiểu thuyết, bắt đầu với bộ Legend of the Golden Witch phát hành tập một ngày 01 tháng 7 năm 2009 và tập hai ngày 04 tháng 8 năm 2009. Bộ tiểu thuyết thứ hai với hai tập có tên Turn of the Golden Witch đã phát hành vào tháng 11 và tháng 12 năm 2009. Các cuốn tiểu thuyết này được viết bởi Ryukishi07.

### Anime
Một chuyển thể anime gồm 26 tập đã phát sóng tại Nhật Bản từ ngày 02 tháng 7 đến ngày 24 tháng 12 năm 2009 trên kênh Chiba TV, và sau đó phát lại trên các kênh khác. Bộ anime này được thực hiện bởi Studio Deen và đạo diễn bởi Kon Chiaki. Với bài hát mở đầu là Katayoku no Tori (片翼の鳥) được trình bày bởi Shikata Akiko, bài hát kết thúc có tựa là La Divina Tragedia: Makyoku (la divina tragedia～魔曲～) được trình bày bởi Jimang trong nhóm Sound Horizon. Đĩa đơn của hai bài hát được phát hành vào ngày 19 tháng 8 và ngày 16 tháng 9 năm 2009.

### Internet radio
Chương trình Internet radio mang tên Umineko no Naku Koro ni Episode R: Radio of the Golden Witch đã phát sóng với 10 chuyên tập từ ngày 26 tháng 8 năm 2009 đến ngày 13 tháng 1 năm 2010. Chương trình được thực hiện bởi Animate TV và người dẫn chương trình là Ohara Sayaka (người đã lồng tiếng cho nhân vật Beatrice trong bộ anime) cùng nhiều khách mời những người cũng đã tham gia lồng tiếng cho anime như Ono Daisuke (Battler) và Inoue Marina (Jessica). Một số đặc biệt được phát sóng vào ngày 28 tháng 4 năm 2010 với các khách mời là Satō Rina (lồng tiếng cho Ange) và Ryukishi07. Hai đĩa CD tổng hợp các tập của chương trình radio đã phát hành vào ngày 23 tháng 12 năm 2009 và ngày 27 tháng 1 năm 2010.

### Âm nhạc
Loạt visual novel có ba bài hát mở đầu. Bốn phần của Umineko no Naku Koro ni đã sử dụng bài hát Umineko no Naku Koro ni (うみねこのなく頃に) được sáng tác và trình bày bởi Shikata Akiko, nó đã được phát hành lần đầu trong sự kiện Comiket 74 vào ngày 15 tháng 8 năm 2008, và được phát hành đại trà vào ngày 29 tháng 8 năm 2008 bởi Frontier Works. Một đĩa tập hợp các bản nhạc của Legend of the Golden Witch mang tên Essence đã phát hành vào ngày 26 tháng 8 năm 2009 trong sự kiện Comiket 76.
Có hai bài hát kết thúc cho mỗi phần tác phẩm: Một bài sẽ được thể hiện khi người chơi kết thúc cốt truyện chính khi giới thiệu danh sách các nhân vật trong tác phẩm và một bài được thể hiện sau khi người chơi kết thúc phần "????" khi hiển thị danh sách các nhân viên tham gia thực hiện tác phẩm. Bài đầu tiên của Legend of the Golden Witch là bài Bring the Fateđược soạn bởi Dori Hironori và bài hát thứ hai là Rōgoku Strip (牢獄STRIP) soạn bởi -45. Turn có bài kết thúc đầu là Kuro no Liliana (黒のリリアナ) soạn bởi Akiyama Uni và bài thứ hai là Senritsu (Shirabe) (旋律（シラベ）) soạn bởi Kimura Kazumi. Bài kết thúc đầu của Banquet là Dread of the Grave (Rhythm ver.) soạn bởi SB Yune và bài thứ hai là Active Pain trình bày bởi Motoki Zakuro. Bài kết thúc đầu của Alliance là Discode trình bày bởi Sakura Kanae và bài Rōgoku Strip tiếp tục được sử dụng lại như bài hát thứ hai cho tác phẩm này. Bài kết thúc đầu của End là Kodoku na Shinkaigyo (孤独な深海魚) soạn bởi -45 và bài thứ hai là Tsubasa～Hope～ (翼～hope～) soạn bởi Katakiri Rekka. Bài kết thúc đầu của Dawn là bài Birth of New Witch trình bày bởi Motoki Zakuro và bài thứ hai là Usan no Kaori (ウサンノカオリ) trình bày bởi Kino Nei. Bài kết thúc đầu của Requiem là The Executioner soạn bởi ZTS và bài thứ hai là Namae no Nai Uta (なまえのないうた) trình bày bởi Sakura Kanae.
| Umineko no Naku Koro ni (うみねこのなく頃に) | Umineko no Naku Koro ni (うみねこのなく頃に)                                                                           | Umineko no Naku Koro ni (うみねこのなく頃に) |
| STT                                          | Nhan đề | Thời lượng                                   |
| -------------------------------------------- | --- | -------------------------------------------- |
| 1.                                           | "Fukkatsu no hi ~Prologo~ (復闊の日 ～Prologo～)"                                                                      | 1:22                                         |
| 2.                                           | "Umineko no naku koro ni (うみねこのなく頃に)"                                                                         | 4:42                                         |
| 3.                                           | "Kiniro no choushou ~Uruwashi no bansan~ (金色の嘲笑 ～麗しの晩餐～)"                                                  | 4:53                                         |
| 4.                                           | "Katakoi (片恋)" | 4:13                                         |
| 5.                                           | "Kuro no Liliana ~Melancholia~ (黒のリリアナ ～メランコリア～)"                                                        | 3:45                                         |
| 6.                                           | "Umineko no naku koro ni - Alternative Instrumental Suites - (うみねこのなく頃に - Alternative Instrumental Suites -)" | 12:17                                        |
| Tổng thời lượng:                             | Tổng thời lượng: | 31:12                                        |

| Umineko no Naku Koro ni Episode.1 Original Soundtrack Essence (うみねこのなく頃に Episode.1 オリジナルサウンドトラック Essence) | Umineko no Naku Koro ni Episode.1 Original Soundtrack Essence (うみねこのなく頃に Episode.1 オリジナルサウンドトラック Essence) | Umineko no Naku Koro ni Episode.1 Original Soundtrack Essence (うみねこのなく頃に Episode.1 オリジナルサウンドトラック Essence) |
| STT | Nhan đề | Thời lượng |
| --- | --- | --- |
| 1. | "HANE" | 1:37 |
| 2. | "Sea" | 0:49 |
| 3. | "Novelette" | 5:32 |
| 4. | "Praise" | 2:30 |
| 5. | "弦楽四重奏曲第１番ト長調 - I.Allegro"                                                                                          | 2:10 |
| 6. | "witch in gold" | 2:41 |
| 7. | "絵画の魔女" | 2:19 |
| 8. | "nighteyes" | 2:24 |
| 9. | "オルガン小曲 第６億番 ハ短調"                                                                                                  | 1:36 |
| 10. | "胡散の香り" | 3:20 |
| 11. | "stupefaction" | 2:37 |
| 12. | "suspicion" | 4:24 |
| 13. | "暗闇の刻" | 1:23 |
| 14. | "隣死" | 3:17 |
| 15. | "薔薇" | 8:44 |
| 16. | "hope" | 3:01 |
| 17. | "システム零 (no voice)" | 3:31 |
| 18. | "煉沙回廊" | 3:04 |
| 19. | "Fortitude" | 5:15 |
| 20. | "透百合" | 4:48 |
| 21. | "Path" | 4:44 |
| 22. | "play" | 3:45 |
| 23. | "Core" | 1:52 |
| 24. | "Closed My Heart" | 3:00 |
| 25. | "mind" | 1:02 |
| 26. | "goldenslaughterer" | 6:57 |
| 27. | "Requiem" | 2:53 |
| 28. | "牢獄STRIP" | 4:17 |
| Tổng thời lượng: | Tổng thời lượng: | 1:33:32 |

Hai phần đầu tiên của Umineko no Naku Koro ni Chiru (End và Dawn) sử dụng bài hát Occultics no Majo (オカルティクスの魔女, Okarutikusu no Majo) được trình bày bởi Ayumu trong nhóm Zwei. Đĩa đơn của Occultics no Majo đã phát hành ngày 26 tháng 11 năm 2009 bởi Geneon. Hai phần cuối của Chiru (Requiem và Twilight) sử dụng bài hát mở đầu Kiri no Pithos (霧のピトス, Kiri no Pitosu) trình bày bởi Kino Nei.
| Occultics no Majo (オカルティクスの魔女) | Occultics no Majo (オカルティクスの魔女)                             | Occultics no Majo (オカルティクスの魔女) |
| STT                                      | Nhan đề                                                              | Thời lượng                               |
| ---------------------------------------- | -------------------------------------------------------------------- | ---------------------------------------- |
| 1.                                       | "Occultics no Majo (オカルティクスの魔女)"                           | 4:45                                     |
| 2.                                       | "Bring The Fate"                                                     | 4:38                                     |
| 3.                                       | "Occultics no Majo Miracles mix (オカルティクスの魔女 Miracles Mix)" | 6:49                                     |
| 4.                                       | "Occultics no Majo (off vocal) (オカルティクスの魔女(off vocal))"    | 4:42                                     |
| Tổng thời lượng:                         | Tổng thời lượng:                                                     | 20:54                                    |

Hai phiên bản tổng hợp cho hệ PS3 sử dụng bài hát mở đầu khác với hai bộ gốc. Bài hát mở đầu của Umineko no Naku Koro ni ~Majo to Suiri no Rondo~ là bài Senkyou no Igreja (誓響のイグレージャ) do Shikura Chiyomaru trình bày, đĩa đơn chứa bài hát đã phát hành vào ngày 26 tháng 1 năm 2011. Bài hát mở đầu của Umineko no Naku Koro ni Chiru ~Shinjitsu to Gensou no Nocturne~ là bài Inanna no Mita Yume (イナンナの見た夢) do Yuuki Shinichi trình bày, đĩa đơn chứa bài hát đã phát hành 25 tháng 1 năm 2012.
| Senkyou no Igreja (誓響のイグレージャ) | Senkyou no Igreja (誓響のイグレージャ)                           | Senkyou no Igreja (誓響のイグレージャ) |
| STT                                    | Nhan đề                                                          | Thời lượng                             |
| -------------------------------------- | ---------------------------------------------------------------- | -------------------------------------- |
| 1.                                     | "Senkyou no Igreja (誓響のイグレージャ)"                         | 3:34                                   |
| 2.                                     | "Yesod no Tsuki (イェソドの月)"                                  | 5:23                                   |
| 3.                                     | "Senkyou no Igreja (Off Vocal) (誓響のイグレージャ (Off Vocal))" | 3:34                                   |
| 4.                                     | "Yesod no Tsuki (Off Vocal) (イェソドの月 (Off Vocal))"          | 5:23                                   |
| Tổng thời lượng:                       | Tổng thời lượng:                                                 | 17:54                                  |

| Inanna no Mita Yume (イナンナの見た夢) | Inanna no Mita Yume (イナンナの見た夢)                           | Inanna no Mita Yume (イナンナの見た夢) |
| STT                                    | Nhan đề                                                          | Thời lượng                             |
| -------------------------------------- | ---------------------------------------------------------------- | -------------------------------------- |
| 1.                                     | "Inanna no Mita Yume (イナンナの見た夢)"                         | 4:54                                   |
| 2.                                     | "GATEWAY LOVE"                                                   | 5:02                                   |
| 3.                                     | "Inanna no Mita Yume (off vocal) (イナンナの見た夢 (off Vocal))" | 4:54                                   |
| 4.                                     | "GATEWAY LOVE (off Vocal)"                                       | 5:00                                   |
| Tổng thời lượng:                       | Tổng thời lượng:                                                 | 19:52                                  |

Bộ anime có hai bài hát chủ đề, một mở đầu và một kết thúc. Bài hát mở đầu có tên Katayoku no Tori (片翼の鳥) do Shikata Akiko trình bày, đĩa đơn chứa bài hát đã phát hành vào ngày 19 tháng 8 năm 2009. Bài hát kết thúc có tên la divina tragedia ~Makyoku~ (la divina tragedia～魔曲～) do Jimang trình bày, đĩa đơn chứa bài hát đã phát hành vào ngày 16 tháng 9 năm 2009. Album chứa các bản nhạc dùng trong bộ anime đã phát hành vào ngày 09 tháng 12 năm 2009.
Hai đĩa chứa các bài hát do các nhân vật trình bài cùng một số đoạn drama đã phát hành vào ngày 07 tháng 10 và ngày 06 tháng 11 năm 2009.
| Katayoku no Tori (片翼の鳥) | Katayoku no Tori (片翼の鳥)                                 | Katayoku no Tori (片翼の鳥) |
| STT                         | Nhan đề                                                     | Thời lượng                  |
| --------------------------- | ----------------------------------------------------------- | --------------------------- |
| 1.                          | "Katayoku no Tori (片翼の鳥)"                               | 4:39                        |
| 2.                          | "7"                                                         | 5:07                        |
| 3.                          | "Katayoku no Tori -instrumental- (片翼の鳥 -instrumental-)" | 4:39                        |
| 4.                          | "7 -instrumental-"                                          | 5:03                        |
| Tổng thời lượng:            | Tổng thời lượng:                                            | 19:28                       |

| la divina tragedia ~Makyoku~ (la divina tragedia～魔曲～) | la divina tragedia ~Makyoku~ (la divina tragedia～魔曲～)                                 | la divina tragedia ~Makyoku~ (la divina tragedia～魔曲～) |
| STT                                                       | Nhan đề                                                                                   | Thời lượng                                                |
| --------------------------------------------------------- | ----------------------------------------------------------------------------------------- | --------------------------------------------------------- |
| 1.                                                        | "la divina tragedia ~Makyoku~ (la divina tragedia～魔曲～)"                               | 4:47                                                      |
| 2.                                                        | "Soseiden (蘇生伝)"                                                                       | 5:27                                                      |
| 3.                                                        | "la divina tragedia ~Makyoku~ (instrumental) (la divina tragedia～魔曲～ (instrumental))" | 4:47                                                      |
| 4.                                                        | "Soseiden (instrumental) (蘇生伝 (instrumental))"                                         | 5:25                                                      |
| Tổng thời lượng:                                          | Tổng thời lượng:                                                                          | 20:26                                                     |

| TV Animation "Umineko no Naku Koro ni" Original Soundtrack ~Rose Crimson~ (TVアニメーション うみねこのなく頃に Original Sound Track ～Rose Crimson～) | TV Animation "Umineko no Naku Koro ni" Original Soundtrack ~Rose Crimson~ (TVアニメーション うみねこのなく頃に Original Sound Track ～Rose Crimson～) | TV Animation "Umineko no Naku Koro ni" Original Soundtrack ~Rose Crimson~ (TVアニメーション うみねこのなく頃に Original Sound Track ～Rose Crimson～) |
| STT | Nhan đề | Thời lượng |
| --- | --- | --- |
| 1. | "Majo ga Sumu Shima (魔女が棲む島)" | 2:42 |
| 2. | "Odayaka na Gogo (穏やかな午後)" | 2:18 |
| 3. | "Odoru Shoujo Ningyou (踊る少女人形)" | 2:07 |
| 4. | "Oimotometa Saki (追い求めた先)" | 2:00 |
| 5. | "Haiyoru Fuan (這いよる不安)" | 1:59 |
| 6. | "Hirakareta Kinki (開かれた禁忌)" | 2:16 |
| 7. | "Sasori no Harawata (サソリのハラワタ)" | 2:13 |
| 8. | "Requiem" | 2:56 |
| 9. | "Koboreochiru Namida (零れ落ちる涙)" | 2:07 |
| 10. | "Yuuutsu na Gogo (憂鬱な午後)" | 1:37 |
| 11. | "Shizuka na Kattou (静かな葛藤)" | 1:58 |
| 12. | "moon" | 2:35 |
| 13. | "Shinou no Honoo (心奥の焔)" | 2:08 |
| 14. | "Kiniro no Hiai (金色の悲哀)" | 2:16 |
| 15. | "Anryoku ni Shizumu Kan (暗緑に沈む館)" | 2:38 |
| 16. | "Warau Monocle (笑うモノクル)" | 1:54 |
| 17. | "Shukugan no Fukashigi (宿願の不可思議)" | 1:57 |
| 18. | "Toki wo Tabisuru Mono (時を旅する者)" | 1:59 |
| 19. | "Karen na Reishou Mono (可憐な冷笑者)" | 2:07 |
| 20. | "Yami de Hohoemu Monotachi (闇で微笑む者達)" | 2:03 |
| 21. | "Chiisana Sekai (小さな世界)" | 1:55 |
| 22. | "Tojita Heya (閉じた部屋)" | 2:39 |
| 23. | "Akai Kutsu Nise (あかいくつ偽)" | 3:15 |
| 24. | "Kudasareru Shinpan (下される審判)" | 2:22 |
| 25. | "mortal stampede" | 2:40 |
| 26. | "Ouja no Tatakai (王者の戦い)" | 2:02 |
| 27. | "Shuutan no Senritsu (終端の旋律)" | 2:19 |
| 28. | "mirage coordinator" | 2:23 |
| 29. | "dreamenddischarger" | 3:10 |
| 30. | "happiness of marionette" | 2:22 |
| 31. | "Answer" | 2:21 |
| Tổng thời lượng: | Tổng thời lượng: | 1:11:18 |

| TV Animation Umineko no Naku Koro ni character song CD Vol.1 (TVアニメーション うみねこのなく頃に Character Song CD Vol.1) | TV Animation Umineko no Naku Koro ni character song CD Vol.1 (TVアニメーション うみねこのなく頃に Character Song CD Vol.1) | TV Animation Umineko no Naku Koro ni character song CD Vol.1 (TVアニメーション うみねこのなく頃に Character Song CD Vol.1) |
| STT | Nhan đề | Thời lượng |
| --- | --- | --- |
| 1. | "Dokkyun☆Heart (どっきゅん☆ハート)"                                                                                        | 3:23 |
| 2. | "Happy・Halloween MARIA (ハッピー・ハロウィン MARIA)"                                                                      | 4:10 |
| 3. | "Anthology Drama "Yamai ka Noroi ka, Nekomimi no Kai" (アンソロジードラマ「病か呪いか、ネコミミの怪」)"                    | 12:58 |
| 4. | "Dokkyun☆Heart (off vocal) (どっきゅん☆ハート (off vocal))"                                                                | 3:23 |
| 5. | "Happy・Halloween MARIA (off vocal) (ハッピー・ハロウィン MARIA (off vocal))"                                              | 4:08 |
| Tổng thời lượng: | Tổng thời lượng: | 28:02 |

| TV Animation Umineko no Naku Koro ni character song CD Vol.2 (TVアニメーション うみねこのなく頃に Character Song CD Vol.2) | TV Animation Umineko no Naku Koro ni character song CD Vol.2 (TVアニメーション うみねこのなく頃に Character Song CD Vol.2) | TV Animation Umineko no Naku Koro ni character song CD Vol.2 (TVアニメーション うみねこのなく頃に Character Song CD Vol.2) |
| STT | Nhan đề | Thời lượng |
| --- | --- | --- |
| 1. | "Chain (チェイン)" | 5:07 |
| 2. | "Ai no ○○ Sengen (愛の○○宣言)"                                                                                             | 5:36 |
| 3. | "Anthology Drama "Beatrice no Koi no Magical Daisakusen" (アンソロジードラマ「ベアトリーチェの恋のマジカル大作戦」)"       | 12:58 |
| 4. | "Chain (off vocal) (チェイン (off vocal))"                                                                                 | 5:07 |
| 5. | "Ai no ○○ Sengen (off vocal) (愛の○○宣言 (off vocal))"                                                                     | 5:34 |
| Tổng thời lượng: | Tổng thời lượng: | 34:22 |

Ngoài ra trò chơi còn có rất nhiều các album, đĩa đơn do người hâm mộ thực hiện dưới dạng doujin. Các album và đĩa đơn này thường chỉ được bán ở các sự kiện như Comiket với số lượng rất hạn chế.